# 赵怀义
赵怀义主教（1880年10月4日—1927年10月14日），圣名斐理伯，天主教第一批六名中国籍主教之一。生于北京长辛店一老教友家庭。1893年入北京北堂小修院。1904年2月27日晋鐸。此后在宣化、新安殷勤传教10余年，又任北京毓英中学校长。1923年1月8日，出任第一任宗座驻华代表刚恒毅总主教的华文秘书。1926年5月10日，教廷从北京教区中分出口北十县（宣化、万全、龙关、赤城、怀来、阳原、怀安、蔚县、延庆、涿鹿）成立宣化教区，赵怀义被任命为代牧，邻瓦卡主教衔（Vescovo tit.di Vage）。同年10月28日耶稣君王节，在梵蒂冈由教宗庇护十一世亲自祝圣。1927年10月14日，赵怀义在宣化去世。 